# Crotalaria szaferana
Crotalaria szaferana är en ärtväxtart som beskrevs av Rudolf Wilczek. Crotalaria szaferana ingår i släktet sunnhampor, och familjen ärtväxter. Inga underarter finns listade i Catalogue of Life.